# Arctia mediodeleta
Arctia mediodeleta là một loài bướm đêm thuộc phân họ Arctiinae, họ Erebidae.